# اسکاتی بارنهارت
ویلیام «اسکاتی» بارنهارت (انگلیسی: William "Scotty" Barnhart؛ زادهٔ ۲۷ اکتبر ۱۹۶۴) نوازندهٔ ترومپت جاز، و آهنگ‌ساز اهل ایالات متحده آمریکا است.